# Contrada di Rione San Paolo
La Contrada di Rione San Paolo è una delle otto contrade facenti parte del Palio di Ferrara.

## Gonfalone
L'emblema della contrada raffigura un gonfalone diviso di nero e bianco, già colori del Comune di Ferrara, su cui campeggia uno scudo azzurro con l'aquila bianca Estense e la ruota della fortuna di colore rosso.

## Territorio
Essendo un rione il proprio territorio è inserito all'interno delle mura cittadine e comprende la parte più antica della città medioevale ovvero la zona delle piazze centrali, del Castello Estense, il porto fluviale della Darsena, il Palazzo del Municipio con annessa piazza insieme ad importanti vie del centro come Corso Porta Reno, Corso Martiri della Libertà, Viale Cavour, Corso Isonzo, Via Darsena e Piazza Travaglio.
La sede della contrada è in Via Boccaleone n. 19 a Ferrara.

## Associazione culturale
La Contrada San Paolo partecipa alle iniziative dell'Ente Palio Città di Ferrara per manifestazioni ispirate alla storia, al costume e alla cultura ferrarese che trovano la massima espressione nel mese di maggio e nella celebrazione del Palio di San Giorgio.
Favorisce altresì opere ed iniziative nel campo del tempo libero e delle promozioni storiche-folkloristiche (Sagre, Fiere, inaugurazioni e intrattenimenti vari)  proponendo, su richiesta, esibizioni di giochi della bandiera accompagnati dal suono dei musici e danze medioevali.

Fanno parte della Contrada:
- Un corteo storico di figuranti che rievoca antichi personaggi e fornisce un contributo coreografico
- Un gruppo musici, tamburi e chiarine che assicura un costante supporto musicale nelle manifestazioni e durante gli esercizi degli sbandieratori con ritmi e musiche appropriate e inerenti al periodo storico.
- Un gruppo sbandieratori che con figurazioni e giochi di bandiera effettuano esercizi, collettivi e non, e partecipa a gare di specialità.
- Un corpo di danza rinascimentale e un gruppo di mangiafuoco che insieme formano le "Armonie di danza e fuoco" in grado di esibirsi in suggestivi spettacoli su musiche d'epoca.
- Un folto gruppo di armati che si esibiscono in combattimenti di spade.